# Blow Out
Pour l'accident dans l'industrie pétrolière, voir Blowout.
Pour plus de détails, voir Fiche technique et Distribution.
Blow Out est un thriller américain réalisé par Brian De Palma et sorti en 1981. Il raconte comment un ingénieur du son, témoin d'un accident qui a coûté la vie à un candidat à l'élection présidentielle, cherche à prouver qu'il s'agit en fait d'un assassinat au moyen de l'enregistrement sonore qu'il a fait de l'accident.
Prévu pour être un film assez simple, le projet est fortement modifié par le choix de John Travolta pour le rôle principal, le film voyant son budget passer de 5 à 18 millions de dollars. Très influencé par les films Blow-Up de Michelangelo Antonioni et Conversation secrète de Francis Ford Coppola, Brian De Palma ajoute à ces influences le contexte politique de son époque, faisant référence à l'accident de Chappaquiddick et à l'assassinat de John F. Kennedy, tout comme Blow Out est marqué par la manière dont les États-Unis ont contrôlé les images de guerre après la guerre du Viêt Nam.
Sa fin dramatique, la vision sombre présentée par ce film déçoivent le public et une partie de la critique qui s'attendaient à une histoire d'amour et une fin heureuse. Le film est un lourd échec commercial qui affecte son réalisateur, même si certains critiques, comme Pauline Kael, considèrent qu'il s'agit d'un grand film et du meilleur de Brian De Palma au moment de sa sortie.

## Synopsis

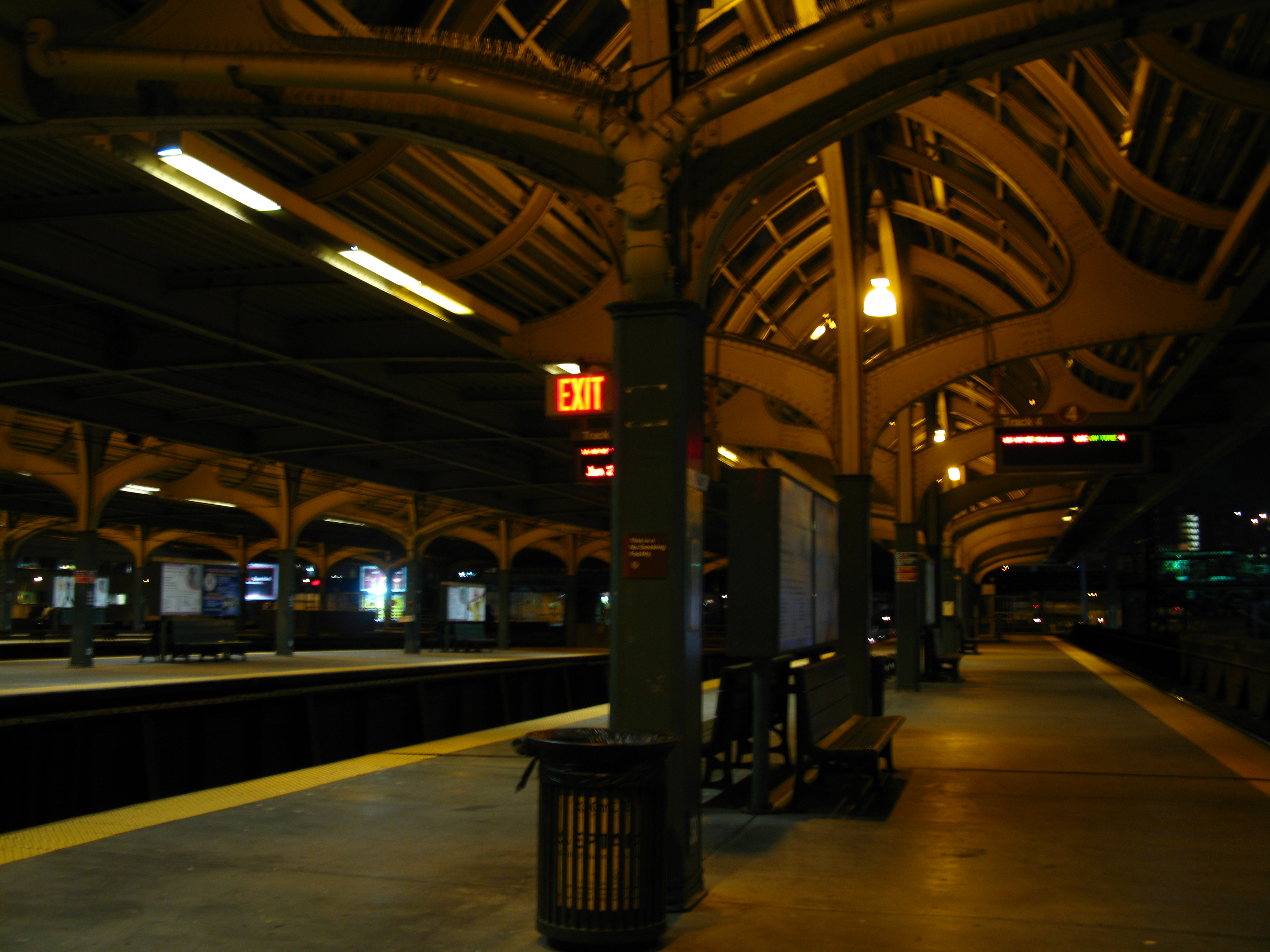
Un quai du métro dans la gare de Philadelphie, semblable à celui montré dans le film.

Jack est un ingénieur du son qui vit à Philadelphie et travaille sur des films de « série Z ». Lors d'une séance de mixage d'un film, le réalisateur lui demande de trouver un cri de femme « réaliste » pour une scène de meurtre et de trouver de nouveaux sons, ayant l'impression qu'il réutilise trop ceux qu'il lui fournit. Jack va, de nuit, prendre des sons naturels sur un pont à l'aide d'un micro canon. Soudain il entend une voiture arriver, la voit quitter la route et s'abîmer dans la rivière. Jack plonge afin de sauver les occupants du véhicule. Le conducteur semble déjà mort, mais Jack parvient à sortir la passagère de la voiture. À l'hôpital, il apprend que le conducteur était le gouverneur de l'État, en lice pour la présidentielle. On lui demande de taire, par respect pour sa mémoire, la présence de la jeune femme, Sally, qui se trouvait avec lui.
Jack part avec Sally et, en écoutant l'enregistrement de l'accident, il distingue une détonation précédant l'éclatement d'un pneu ; il s'agit donc d'un attentat. Il convainc Sally de rester à Philadelphie alors qu'elle souhaite quitter la ville. Jack lui raconte qu'il a travaillé précédemment pour la police, mais qu'il en est parti après qu'un policier qui portait un micro lors d'une opération en infiltration s'est fait tuer en ayant été repéré : sa sueur avait provoqué un court-circuit qui a brûlé sa peau ce qui l'a trahi auprès des gangsters sur lesquels il enquêtait.
Jack apprend par les médias qu'un photographe, Manny Karp, se trouvait également sur les lieux du drame cette nuit-là et qu'il a pu filmer toute la scène. Avec les images de l'accident publiées dans la presse, il reconstitue un film sur lequel il cale sa bande son et qui met en évidence le tir qui précède l'explosion du pneu. Décidé à récupérer le film original pour faire un meilleur film afin de prouver l'attentat, Jack parvient à convaincre Sally de l'aider. Il découvre qu'elle travaillait avec Manny Karp dans le but de compromettre le gouverneur pour ruiner sa carrière politique, ayant été engagée par des adversaires politiques du gouverneur.
Pendant ce temps, Burke, le tueur qui a tiré dans le pneu de la voiture du gouverneur, travaille à faire disparaître les preuves de l'attentat. Jack n'arrive pas à convaincre la police à qui il a confié une copie de son film car la bande son a été démagnétisée par Burke. Il a d'ailleurs effacé toutes les bandes magnétiques que possède Jack sans trouver celle de l'attentat qui était cachée. Pour préparer l'assassinat de Sally, Burke tue aussi des femmes lui ressemblant en maquillant ces crimes en meurtres sadiques, les étranglant puis transperçant leur corps à l'aide d'un pic à glace pour former un dessin représentant la cloche Liberty Bell, dont une réplique sera montrée lors du défilé du Liberty Day qui a lieu quelques jours plus tard.
Jack est contacté par un journaliste de la télévision, Phil Donahue, qui a appris qu'il possédait un film de l'attentat. Il envoie Sally, qui n'a jamais vu Donahue, au rendez-vous qu'il a pris avec lui à la gare de Philadelphie. Jack ignore que Burke a intercepté ses communications. C'est le tueur qui vient à la rencontre de la jeune femme. Sally est équipée d'un micro et Jack peut écouter sa conversation avec Burke. Mais il la perd tandis que Burke l'emmène vers la fête qui a lieu ce jour-là. Jack tente de les rejoindre le plus vite possible en voiture, mais il a un accident dans le défilé. À son réveil, il entend dans le micro Burke détruire le film et agresser Sally. Il court pour secourir la jeune femme. Lorsqu'il arrive enfin auprès d'eux, Burke a déjà étranglé Sally et Jack le poignarde avec son propre pic à glace tandis que commence le feu d'artifice de la fête.
À la fin du film, on apprend que l'enquête a conclu que Sally et Burke se sont entretués, Jack n'est pas mentionné. Il utilise le cri poussé par Sally pour le film de série Z sur lequel il travaille et réécoute, seul, ce que lui disait Sally lorsqu'elle lui parlait dans le micro.

## Fiche technique
- Titre original et français : Blow Out
- Titre québécois : Éclatement[1]
- Titre de travail : Personal Effects[1]
- Réalisation : Brian De Palma
- Assistant réalisateur : Joe Napolitano
- Scénario : Brian De Palma, avec la participation non créditée de Bill Mesce Jr.
- Musique : Pino Donaggio
- Photographie : Vilmos Zsigmond et László Kovács (non crédité)[2]
- Opérateurs caméra : Jan Kiesser et Garrett Brown (non crédité)
- Montage : Paul Hirsch
- Son : Tom Fleischman et Dick Vorisek
- Décors : Paul Sylbert et Bruce Weintraub
- Costumes : Vicki Sánchez
- Cascades : Carey Loftin
- Casting : Lynn Stalmaster
- Production : George Litto
- Producteur exécutif : Fred C. Caruso
- Sociétés de production : Cinema 77, Geria Productions, Filmways Pictures et Viscount Associates
- Sociétés de distribution : Filmways Pictures (États-Unis), UGC (France), Mission (France, réédition 2012), Ambassador Film Distributors (Canada)
- Budget : 18 millions de dollars[3]
- Pays de production :  États-Unis
- Langue originale : anglais
- Format : Panavision, 35 mm, 2,35:1 (Technicolor, son Dolby numérique)
- Genre : thriller
- Durée : 108 minutes
- Dates de sortie[1] :
  - États-Unis : 24 juillet 1981
  - France : 17 février 1982, 17 juin 2000 (réédition), 15 août 2012 (réédition numérique)
- Classification : Tous publics avec avertissement (France), R (16+, 18+) (Canada)
- Affiche : Michel Landi (France)

## Distribution

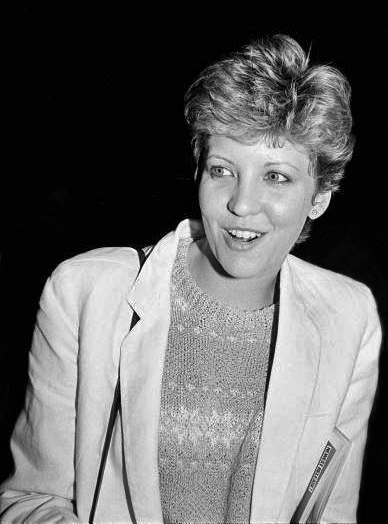
Nancy Allen en 1984.

- John Travolta (VF : Gérard Depardieu) : Jack Terry
- Nancy Allen (VF : Catherine Lafond) : Sally Badina
- John Lithgow (VF : Jean-Pierre Leroux) : Burke
- Dennis Franz (VF : Marc de Georgi) : Manny Karp
- Peter Boyden (VF : Jacques Ferrière) : Sam, le réalisateur
- Curt May (VF : Jean Roche) : Frank Donahue
- John Aquino (VF : Bernard Murat) : l'inspecteur Mackey
- John McMartin (VF : Roger Carel) : Lawrence Henry
- Deborah Everton (VF : Annie Balestra) : la prostituée
- J. Patrick McNamara (VF : Serge Lhorca) : l'inspecteur à l'hôpital
- Thomas J. Carthy (VF : Serge Lhorca) : un policier à l'hôpital
- Larry Woody (VF : Med Hondo) : le médecin soignant Sally
- Maurice Copeland (VF : Claude Joseph) : Jack Manners
- John Hoffmeister : le gouverneur McRyan
- Barbara Sigel (VF : Maïk Darah) : Betsy, la fille amoureuse
- Dave Roberts (VF : Marc François) : Bill, le présentateur du journal TV
- Dick McGarvin (VF : Philippe Dumat) : un journaliste TV
- Luddy Tramontana (VF : Jacques Thébault) : Freddie Corso

Version française
- Adaptation des dialogues : Georges et Anne Dutter

## Production

### Genèse et scénario

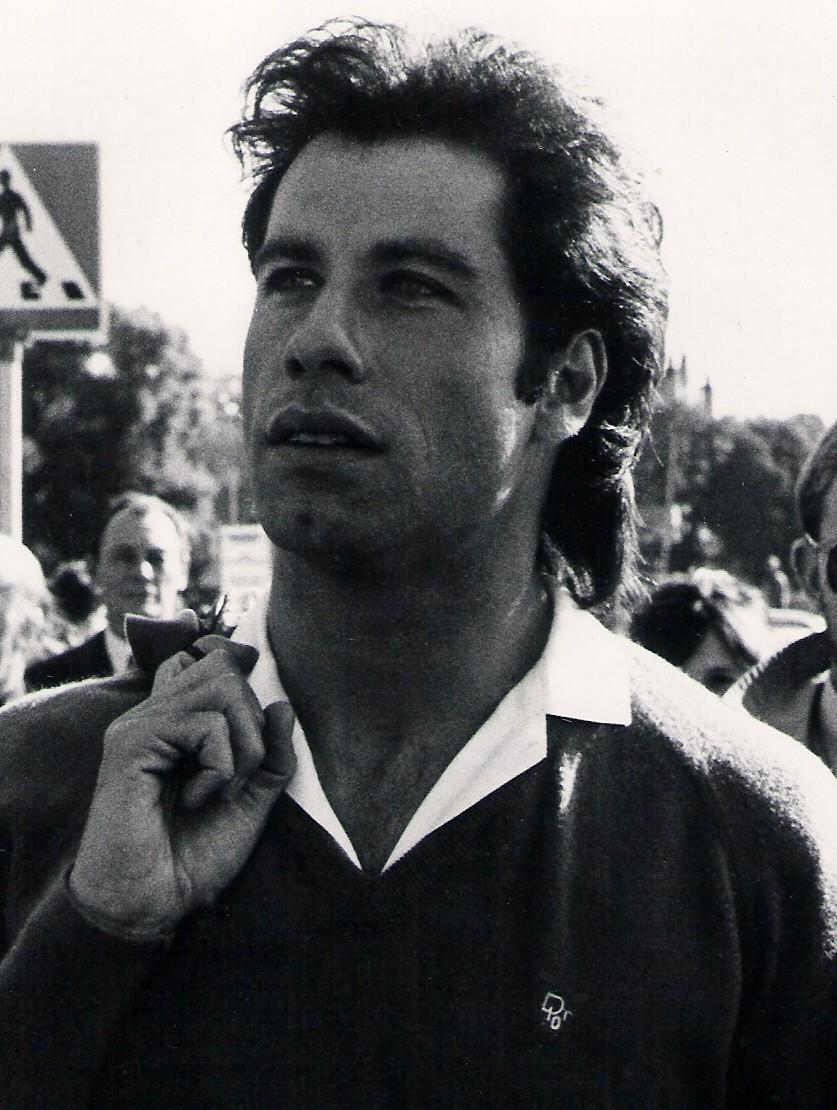
John Travolta, acteur dont la présence dans la distribution va fortement influencer Blow Out.

Après le succès de Pulsions, Brian De Palma est attaché à beaucoup de projets : une série pour HBO, le film Flashdance et un script intitulé Personal Effects. Finalement, il se concentre sur ce dernier qui devient Blow Out. Il sort à cette époque des recherches faites pour son projet d'adaptation du livre Prince of the City de Robert Daley qu'il n'a pas pu tourner, ayant été renvoyé par la production. Ce film devait notamment lui permettre de faire en sorte que sa carrière ne soit pas cantonnée aux films de genres et de passer à des films hollywoodiens différents de ce qu'il a fait jusque-là,.
C'est pendant le mixage de son film précédent, Pulsions, que Brian De Palma a l'idée de faire un film sur un preneur de son : le responsable des effets sonores de son film lui faisait écouter des sons et lui donnait leur provenance et le réalisateur a imaginé que ces sons pourraient être la « pièce manquante » d'une affaire aussi compliquée que l'assassinat de John F. Kennedy. Si le cinéaste n'a jamais voulu consacrer un film entier à cet assassinat, le thème de l'assassinat politique est régulièrement présent dans son œuvre. Il s'avoue en effet « obsédé » par l'assassinat de Kennedy et souhaite faire un film sur l'histoire d'un personnage qui détiendrait la preuve d'un tel crime et réussirait à comprendre ce qui s'est passé. Il s'inspire directement de l'accident de voiture du sénateur Edward Moore Kennedy sur l'Île de Chappaquiddick, en inversant le sort des protagonistes : dans la réalité le sénateur s'en est sorti et la jeune femme est morte.
Après avoir eu l'idée de départ, Brian De Palma organise un concours de scénarios via le magazine Take One pour des étudiants canadiens. Il est censé tourner le meilleur des scénarios envoyés mais n'en trouvant aucun suffisamment bon, il décide de l'écrire lui-même. La première version, intitulée Personnal Effects (littéralement « Effets personnels »), lui permet d'avoir un financement.
Le personnage de Jack est fortement influencé par les recherches faites par Brian De Palma pour Prince of the City. Le livre raconte l'histoire vraie de Robert Leuci, un policier de la brigade des stupéfiants de New York qui dénonça la corruption qui régnait dans sa brigade. Brian De Palma a passé beaucoup de temps avec Robert Leuci et voulait qu'il soit incarné par John Travolta dont il estimait le charme indispensable pour faire accepter au spectateur ses trahisons. C'est de ces recherches que provient le flashback de Blow Out où le personnage principal travaille pour la police, Leuci ayant notamment porté un micro afin d'enregistrer ses collègues corrompus. Le sentiment de culpabilité éprouvé par Robert Leuci a également servi le personnage de Jack.
L'idée de l'épilogue de Blow Out, le cri de Sally utilisé par le héros pour sonoriser un film de série Z, est venue à Brian De Palma en découvrant que les anciennes bobines de film ayant été exploitées en salles étaient recyclées en amorce dans les salles de montage. Il a, par exemple, découvert un jour en salle de montage qu'un morceau d'une ancienne copie de Lawrence d'Arabie servait d'amorce entre deux sons. C'est le même processus qui est à l'œuvre dans le film : « De cette histoire tragique où un homme et une femme se sont retrouvés mêlés à un assassinat politique, que reste-t-il ? Un effet sonore dans un film. Un cri. C'est la vision la plus désespérée que j'ai jamais eue ! »
Le projet de film, qui est censé au départ avoir un petit budget, est fortement modifié par l'arrivée de John Travolta qui est à l'époque une star importante. Le budget passe à 18 millions de dollars, le réalisateur expliquant par la suite que sans les « excès typiquement capitalistes » d'Hollywood, le film aurait pu ne coûter que 5 millions de dollars. Un exemple de cette inflation du budget est la scène de fin. Au départ, dans le projet publié dans Take One, Jack doit suivre en voiture Burke et Sally qui se trouvent dans le véhicule devant lui. Mais il arrive trop tard pour sauver la jeune femme et Burke s'enfuit avec le film. Dans la version tournée, non seulement la fin, avec la poursuite au milieu du défilé du Liberty Day, est beaucoup plus impressionnante et tire Blow Out vers le film d'action plutôt que vers le film politique (ce qui n'est pas la volonté de départ de Brian De Palma), mais le fait que Jack arrive finalement à tuer Burke permet une « fin à moitié heureuse » qui rend le film plus commercial.

### Choix des interprètes et équipe technique
Le rôle principal aurait tout d'abord été destiné à Al Pacino,, mais ce dernier étant indisponible, Brian De Palma accepte de prendre John Travolta, qu'il a dirigé dans Carrie au bal du diable (1976). Il lui fait lire le scénario et l'acteur se montre immédiatement enthousiaste à l'idée de jouer ce rôle.
Un producteur suggère alors Olivia Newton-John pour le rôle féminin, pour ainsi reformer le duo mythique de Grease (1978), ce que Brian De Palma refuse. John Travolta insiste pour que le rôle soit tenu par Nancy Allen, l'épouse de De Palma à cette période, également présente dans Carrie au bal du diable. Le réalisateur n'est pas enchanté par cette idée, car le fait d'avoir tourné plusieurs fois avec elle a usé leur couple. Il accepte néanmoins et, s'il se déclare heureux du jeu de l'actrice, le tournage est difficile pour eux. Ils divorcent peu de temps après.
Il s'agit de la deuxième collaboration entre Brian De Palma et son chef opérateur Vilmos Zsigmond avec qui il a travaillé sur Obsession (1976). Le réalisateur a expliqué apprécier en particulier la manière dont Vilmos Zsigmond désature les couleurs.

### Tournage

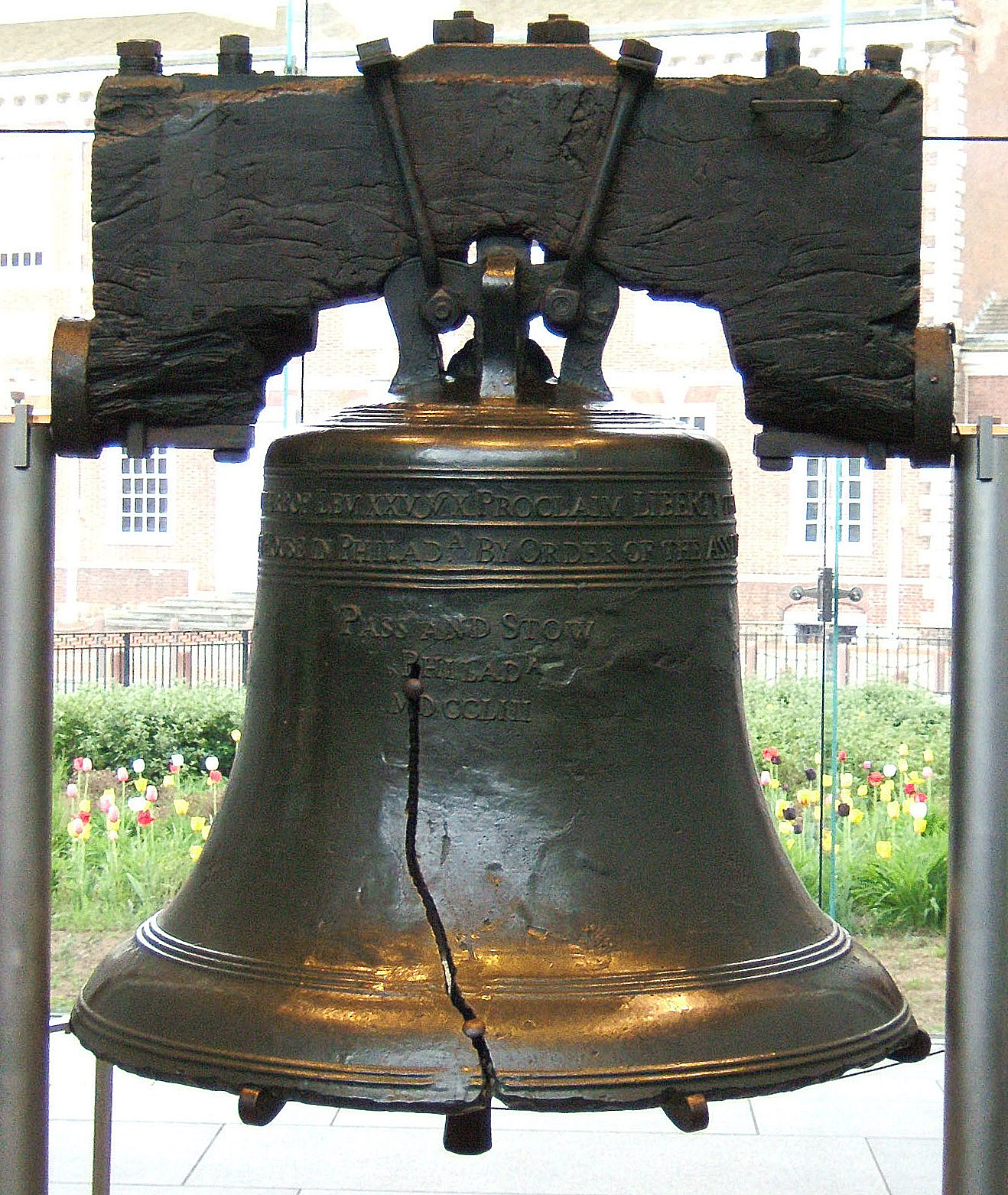
La cloche en.

Initialement prévu au Canada, le tournage se déroule finalement à Philadelphie, ville où le réalisateur a passé une grande partie de sa jeunesse. Brian De Palma est séduit par l'idée de tourner une séquence qui se déroule pendant la fête du Liberty Day et qui utilise la cloche Liberty Bell. Il voit aussi le rendu visuel que lui permet la ville comme il l'expliquera en 2001 : « Pensez au plan d'hélicoptère où l'on voit la voiture de Travolta traverser la ville et tous ces bâtiments imbriqués les uns dans les autres. »
Nancy Allen souffre de claustrophobie, ce qui complique le tournage de la scène de l'accident durant lequel elle fait une crise violente. Elle doit entrer dans un cube transparent lui-même placé dans la voiture qui se remplit d'eau ce qui est très angoissant pour une claustrophobe. Brian De Palma pense la faire remplacer par une doublure, mais l'actrice tient à jouer la scène elle-même. « Pâle comme la mort », elle commence à pleurer et à paniquer totalement lorsqu'il lui est demandé d'entrer dans le cube. Une dispute éclate entre elle et De Palma et il finit par annoncer qu'il tournera la scène d'une autre manière. Entendant cela, Nancy Allen entre dans le cube et la scène peut être tournée.
À la suite d'un vol du négatif, des scènes de la Liberty Parade ont dû être retournées. Plusieurs plans sur Jack ont pu être conservés mais la parade, c'est-à-dire la partie la plus coûteuse de la scène, a dû être refaite, demandant trois jours de tournage. Brian De Palma pense l'avoir filmée exactement de la même manière qu'au premier tournage. Comme le chef opérateur Vilmos Zsigmond n'était plus disponible, il est remplacé par László Kovács.

### Musique
Albums de Pino Donaggio
Fanatique
(1981) Sesso acerbo
(1981)
La bande originale est composée par l’Italien Pino Donaggio, qui avait déjà collaboré avec Brian De Palma en 1976 pour Carrie au bal du diable, en 1980 pour Home Movies et Pulsions. Ils se retrouveront en 1984 pour Body Double, en 1992 pour L'Esprit de Caïn et enfin en 2012 pour Passion.
Le titre Sally & Jack sera plus tard repris brièvement dans Boulevard de la mort (2007) de Quentin Tarantino, pour qui Blow Out est un de ses films préférés.
Liste des titres
1. Love is illumination (04:10) (musique : Jean-Claud / paroles : Billie Cosby / arrangements : Don Rivers)
2. Blow Out Opening Theme (02:12)
3. Sally & Jack (01:23)
4. Dormitory (03:21)
5. Public phone (01:58)
6. Suspension bridge (01:19)
7. On the premises (02:31)
8. Motel (02:14)
9. Blow Out Last theme (03:17)
10. Freedom jubilee (03:38) (musique : Jean-Claud / paroles : Billie Cosby / arrangements : Don Rivers)
11. Photo studio (02:08)
12. Subway (03:20)
13. Fireworks (02:27)
14. Tape & Film (01:40)
15. Liberty Bell jubilee (04:28)
16. Sally's Death (02:11)
17. Prelude (02:18)

## Accueil

### Critique
À sa sortie, le film est plutôt mal reçu par la critique qui ne le voit que comme un thriller classique et passe à côté des implications politiques. On trouve néanmoins quelques très bonnes critiques du film.
Roger Ebert dans le Chicago Sun-Times loue « [l']abondance » d'idées de De Palma. Si le film est dans la suite des films précédents de son réalisateur, reprenant la violence de Pulsions, les dédoublements de Sœurs de sang, l'incertitude sur les événements vus comme dans Obsession, ou la fin empreinte de « nihilisme » de Carrie au bal du diable, le film leur est pour lui supérieur par la profondeur de ses personnages, aussi bien Jack, Sally, que Manny ou Burke. Ebert note que leur personnalité inclut des détails et des excentricités qui les rendent crédibles et qu'ils agissent comme des personnes réelles et non comme les pions d'un jeu. Et ce qu'il apprécie le plus, c'est que souvent dans le film, le spectateur n'est pas passif mais stimulé : il partage par exemple l'excitation de Jack lorsqu'il fabrique le film.
Pauline Kael voit en juillet 1981 Blow Out comme le meilleur film de Brian de Palma et de l'un des meilleurs sortis cette année-là. Le réalisateur y reprend des éléments thématiques qui se trouvaient déjà dans ses précédentes œuvres, mais en les utilisant de manière plus ample, sans l'aspect satirique souvent présent auparavant ainsi que des éléments stylistiques tels que les pièces vues en plongée zénithale (par exemple Manny Karp assommé sur son lit) qui rappellent Get to Know Your Rabbit, l'écran divisé déjà présent dans Pulsions et la figure du panoramique circulaire d'Obsession auquel sont rajoutées ici des boucles sonores.
Elle juge que De Palma se hisse au niveau d'autres jeunes cinéastes de cette époque, Robert Altman (réalisateur de John McCabe) ou Francis Ford Coppola (auteur à l'époque des deux premiers Le Parrain) : il ne fait pas seulement un film de genre mais il transcende le genre. L'intensité de Blow Out amène selon elle le spectateur à donner une grande attention à tous les détails du film, un peu comme dans les séquences ralenties de Furie, mais précisément sans avoir besoin de modifier la vitesse pour arriver à cette attention.
John Travolta effectue lui aussi un saut qualitatif, avec son premier véritable rôle d'adulte, Pauline Kael compare sa « sensibilité physique » à celle de Marlon Brando au tout début de sa carrière. Elle vante aussi l'image de Vilmos Zsigmond aux « scènes de nuit comme des peintures sur du velours noir » et des vues de jour de la ville où « on peut distinguer les immeubles à des kilomètres. »
Par la suite, le film est réévalué par la critique et en 2015, le film reçoit 90 % d'opinions favorables sur l'agrégateur Rotten Tomatoes pour 41 critiques (ce pourcentage additionne toutes les critiques depuis sa sortie). Toutefois, Critikat en loue la réalisation et la virtuosité mais est déçu de son manque d'âme et de vie.

### Box-office et accueil du public
Par son budget et la présence de John Travolta au générique, la distribution et l'exploitation présagent que le film soit un grand succès public. Mais Blow Out s'avère un important échec commercial, qui affecte profondément Brian De Palma , ce qui lui vaudra d'ailleurs de dire à l'époque, après les résultats calamiteux au box-office : « Je me suis mis à nu dans ce film. Et c'est un désastre ! ». Blow Out totalise 13 747 234 dollars de recettes aux États-Unis, pour un budget de 18 millions. En France, le film enregistre 613 083 entrées.
Le réalisateur estime à l'époque que le choix de John Travolta pour le rôle explique en partie cet échec au box-office : l'acteur est à l'époque une telle star que le public s'imagine nécessairement une histoire d'amour avec le personnage de Nancy Allen et n'est pas préparé à une fin aussi dure. C'est aussi la « nature hybride » de Blow Out, entre film d'action et film politique, qui éloigne le public du film.
Blow Out deviendra peu à peu un film culte. C'est un des films préférés de Quentin Tarantino,, selon lui le meilleur de De Palma. Il eut d'ailleurs l'idée d'engager John Travolta pour Pulp Fiction grâce à Blow Out.

## Analyse

### Influences

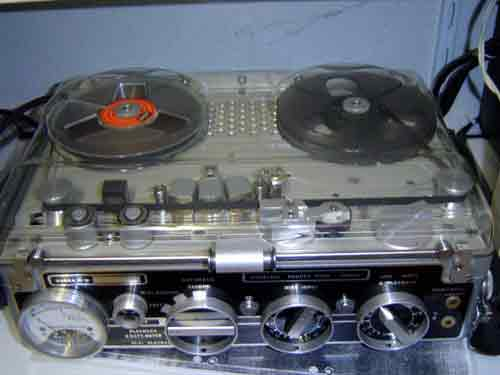
Un Nagra III, le modèle d'enregistreur qu'utilise Jack.

Plusieurs éléments du film rappellent un des films préférés de Brian De Palma, Sueurs froides d'Alfred Hitchcock : la culpabilité du personnage principal concernant la mort d'un policier, le sauvetage d'une femme en train de se noyer, l'incapacité à sauver la femme aimée et la frustration qui en découle et même la présence d'une cloche dans la scène finale. Tout comme Scottie, le héros du film d'Alfred Hitchcock, Jack est « dépassé, enfermé dans une machination plus large. »
Le film est aussi très influencé par deux films qui sont à l'époque parmi les préférés de Brian De Palma : Blow-Up de Michelangelo Antonioni et Conversation secrète de Francis Ford Coppola. D'après Brian De Palma, ces deux films, tout comme Blow Out, racontent des histoires spécifiquement cinématographiques, qui ne pourraient pas être racontées ailleurs qu'au cinéma. Dans Blow-Up, auquel le titre du film se réfère, un photographe de mode prend une photo, apparemment banale, dans un espace vert. Au tirage, il découvre un détail intrigant : un agrandissement semble révéler, au fond de l'image, un revolver sortant des feuillages. Dans Conversation secrète, un spécialiste de la filature écoute et ré-écoute la conversation d'un couple qu'il a espionné, découvrant peu à peu un sens caché à leurs paroles. Dans ces trois films la preuve par le son ou l'image sont des moyens d'accéder à une vérité dont les personnages n'ont au départ qu'une perception partielle. En s'inspirant de ces films, Brian De Palma effectue un « travail de montage » qui se rapproche de celui du personnage principal : dans Blow-Up il y a de l'image sans son, dans Conversation secrète c'est du son sans image ; Blow out réunit deux histoires en une seule.
Si Blow Out fait beaucoup penser à Blow-Up, il est néanmoins possible de distinguer une importante différence dans la façon dont les personnages cherchent la vérité. Chez Antonioni, c'est en agrandissant la photo, en essayant d'avoir la meilleure définition que la vérité est recherchée. L'information est déjà dans la prise de vue, il faut l'améliorer pour la distinguer. À l'inverse, dans Blow Out, « il ne faut pas resserrer le cadre mais plutôt l'élargir », le voir différemment, trouver ce qui n'y figure pas. Le titre du film, littéralement « explosion » peut alors se comprendre comme le fait de faire exploser l'événement qui a été vu dans la série de photos auquel Jack associe sa bande son. Le film d'Antonioni est donc un film qui se base plus sur des questions photographiques, alors que celui de De Palma, par cet usage de l'idée du montage, fait une recherche plus cinématographique.

### Personnages: un monde de doubles

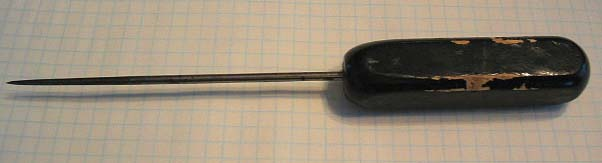
Pic à glace.

Pour le critique Jean Douchet, la séquence du film de série Z, présentée au départ comme le « vrai film » (rien ne nous indique que nous sommes dans une mise en abyme), révèle que Blow Out est construit sur un système de « doubles » et de « multiplication » de ces doubles. La figure cinématographique de l'écran divisé, courante dans le film, répond visuellement à ce système de dédoublement des personnages.
Ainsi, Jack et le réalisateur de série Z nous sont présentés ensemble. Le spectateur va choisir de s'identifier à Jack, qui semble un bien meilleur professionnel que le réalisateur. Le spectateur se projette donc sur le personnage de Jack mais le réalisateur est comme un double de Jack, qui lui-même pourrait être réalisateur et à qui il est dit qu'il pourrait travailler sur du meilleur cinéma. Selon Samuel Blumenfeld, on retrouve beaucoup de Brian De Palma dans ce personnage de technicien qui porte dans certaines séquences (celle de l'accident, par exemple) la même veste que celle que porte ordinairement le réalisateur dans la vie réelle.
Sally est le « double affectif » de Jack, elle-même dédoublée en jeune femme « vénale » (sa relation et son travail avec Manny Karp) à laquelle la prostituée, autre double, répond, et en jeune fille naïve face à Jack, qu'on retrouve dans la proie anonyme, la jeune femme tuée par Burke.
Manny Karp, le photographe, est un double du réalisateur de série Z, vulgaire et vénal. Burke, le tueur, est un « double négatif » de Jack, lui-même à la fois divisé entre un tueur en série aux meurtres à connotation sexuelle et un tueur politique,. On peut noter que quand Jack tue Burke, empoignant par derrière sa main qui tient le pic à glace et le forçant à se poignarder, il donne l'impression de se poignarder lui-même, comme s'il s'attaquait ainsi à ses « pulsions refoulées de pénétration. »
La dualité se retrouve dans d'autres aspects du film. En premier lieu le rapport au sexe, avec d'une part une sexualité sacralisée entre Jack et Sally : au motel, Jack met Sally au lit mais ne dort pas avec elle, et ils ne s'embrassent dans le film qu'une seule fois, lors de leur dernière discussion dans la voiture. D'autre part du sexe violent et vulgaire comme dans la scène où Manny tente de violer Sally ou lors de la passe de la prostituée. De manière générale, il y a dans le film un dégoût de ce qui est organique : le personnage de Manny est montré en train d'uriner, la sueur du policier dans le flash-back provoque sa mort, deux personnages (le policier et la prostituée) sont assassinés dans des toilettes publiques…
Cette dualité sexuelle est présente dans les meurtres de Burke : il étrangle d'abord proprement ses victimes, puis pénètre de manière sanglante leur corps avec son pic à glace, cette pénétration rappelant la pénétration sexuelle. Quand Jack intervient dans l'agression de Sally, il ne peut empêcher le meurtre par étranglement mais il lui évite la pénétration, le corps de Sally restant ainsi inviolé, sacralisé comme dans sa relation avec Jack qui ne gardera de son amour pour elle que les sentiments qu'il lui portait.

### Un film marqué par son époque
Le film est très marqué par la façon que les États-Unis ont eu de contrôler les images après la guerre du Viêt Nam. Alors qu'ils ont laissé montrer à la télévision des images traumatisantes de cette guerre, engendrant des réactions négatives du peuple américain, les États-Unis vont, lors d'autres conflits, montrer des « images périphériques » et jouer sur le montage pour, sans faire de censure directe, éviter de laisser voir une image négative de leur action. Cette manipulation des images se ressent dès le générique de début du film : le journal télévisé est vu sur la moitié d'un écran divisé, sur l'autre se trouve Jack qui manipule et monte ses sons. Le parallèle est donc fait entre la manipulation des informations et celle du montage.
Le film que reconstitue Jack semble inspiré par le film de l'assassinat de Kennedy tourné par Abraham Zapruder. Ce film, muet, montre l'assassinat d'un seul point de vue, sans par exemple se retourner vers là d'où sont venus les coups de feu. Or dans Blow Out, Jack, face à des images qui rappellent le film Zapruder, va tenter de reconstituer « le film-témoin parfait » en y ajoutant le son, sans lequel le film d'Abraham Zapruder ne permet de se rendre compte qu'à retardement du coup de feu. Dans le film que confectionne Jack, le son permet de mieux comprendre l'image, et l'image permet de mieux comprendre le son.

### Une vision sombre
Dans ce film, De Palma fait plusieurs allusions, avouées ou non, à la politique américaine : l'assassinat de John F. Kennedy ou encore le scandale du Watergate,. Mais contrairement à d'autres thrillers politiques tels que Les Trois Jours du Condor ou À cause d'un assassinat, le réalisateur ne cherche pas à narrer dans ce film « le combat de l'individu contre une corporation » mais à montrer le cynisme qu'il peut y avoir à vouloir prouver la vérité à tout prix : Jack va jusqu'à mettre en danger la femme qu'il aime pour tenter de faire admettre sa théorie, théorie qui ne pourra jamais être dévoilée au public. À la fin du film, tout ce qu'il restera de l'affaire sera le cri de l'héroïne, dérisoirement utilisé dans un film de série Z. Cette vision très sombre s'explique d'une part par l'environnement familial du réalisateur, « un environnement scientifique […] où le facteur humain était négligeable » ainsi que par sa vision de la politique : pour De Palma, le communisme, la guerre du Viêt Nam ou la théorie des dominos n'étaient au départ que des idées, des théories qui, mises en application, ont provoqué la mort de millions de personnes.
Jack est un preneur de son qui travaille dans un secteur peu valorisant du cinéma, le cinéma bis. En écoutant et réécoutant l'enregistrement de l'accident, il découvre le son qui le fait échapper à son quotidien morne et qui le transforme en héros de fiction. Mais à la fin du film, son métier lui est cruellement rappelé lorsque le cri de Sally ne sert qu'à sonoriser un film sans grand intérêt ; et Jack ne va pas continuer à chercher à dénoncer le complot qu'il a découvert : il a compris que cela ne servait à rien. Aux informations, on a annoncé que Sally et son meurtrier s'étaient entre-tués : il ne reste donc rien de l'action que Jack a eue dans ce meurtre. La dernière scène le montre dans un parc enneigé où il réécoute le monologue que Sally avait enregistré pour lui : la neige symbolise l'effacement des traces du complot. Jack s'abstrait ainsi du monde auquel il a tenté de participer pour rester à écouter un moment précis qu'il peut posséder et réécouter autant de fois qu'il le désire.

## Autour du film
- Dans la scène où Manny Karp (Dennis Franz) est dérangé par Sally qui vient chez lui à l'improviste, c'est un extrait d'un des premiers longs métrages de Brian de Palma qui passe à la télévision : Meurtre à la mode (1968)[23].
- Dans la version française, Gérard Depardieu prête sa voix à John Travolta, à la demande de ce dernier avec qui il est ami[24].
- Le magnétophone utilisé par John Travolta est un Nagra III de la firme suisse Kudelski[25].